# Pont de Chandani Dodhara
Le pont de Chandani Dodhara ou pont de Mahakali (népalais : दोधारा जोड्ने पुल) est une passerelle qui franchit la rivière Mahakali au sud de Mahendranagar dans la zone de Mahakali au Népal.

## Description
Il possède l'originalité d'être composé de 4 ponts suspendus successifs à trois travées, avec un total de 8 grands pylônes métalliques en treillis, qui s'étend sur près de 1 500 mètres. Ses 4 travées principales présentent des très grandes flèches et chacune est retenue par des câbles de soutien latéraux.